# Гезес
Гезес (нем. Gesees) — община в Германии, в Республике Бавария.
Подчиняется административному округу Верхняя Франкония. Входит в состав района Байройт. Население составляет 1297 человек (на 31 декабря 2010 года). Занимает площадь 9,90 км². Местные регистрационные номера транспортных средств (коды автомобильных номеров) (нем. Kraftfahrzeugkennzeichen) — BT.
Община подразделяется на 7 сельских округов.

## Население
По оценке на 31 декабря 2015 года население общины Гезес составляет 1290 чел. 

| Дата      | 1840 | 1871 | 1900 | 1925 | 1939 | 1950 | 1961 | 1970 | 1987 | 2011 |
| --------- | ---- | ---- | ---- | ---- | ---- | ---- | ---- | ---- | ---- | ---- |
| Население | 623  | 668  | 585  | 636  | 609  | 993  | 726  | 829  | 989  | 1289 |

| Год       | 1960 | 1970 | 1980 | 1990 | 2000 | 2009 | 2010 | 2011 | 2012 | 2013 | 2014 | 2015 |
| --------- | ---- | ---- | ---- | ---- | ---- | ---- | ---- | ---- | ---- | ---- | ---- | ---- |
| Население | 716  | 840  | 871  | 1052 | 1092 | 1299 | 1297 | 1280 | 1291 | 1301 | 1306 | 1290 |